# 化学科
化学科（かがくか、英称: department of chemistry）とは、大学で化学、特に純正化学といわれる基礎研究を専門にする学科である。日本においては、多くが理学部や理工学部に設置される。日本において応用化学科と化学科の教育内容に違いはほとんどない。

## 化学科を持つ日本の大学
※「化学科」またはそれに類似する学科を持つ大学。応用化学系は応用化学科を参照

### 国立
北海道・東北
- 北海道大学理学部
- 岩手大学理工学部（理工学科 化学コース）
- 東北大学理学部
- 山形大学理学部（物質生命化学科 物質構造化学大講座）

関東
- 東京大学理学部
- お茶の水女子大学理学部
- 千葉大学理学部
- 埼玉大学工学部（基礎化学科）
- 筑波大学理工学群（化学類）
- 茨城大学理学部（理学科化学コース）

中部
- 新潟大学理学部（理学科化学プログラム）
- 富山大学理学部（理学科化学プログラム）
- 金沢大学理工学域（物質化学類）
- 信州大学理学部（理学科化学コース）
- 静岡大学理学部
- 名古屋大学理学部

近畿
- 京都大学理学部（理学科化学教室）
- 大阪大学理学部
- 神戸大学理学部
- 奈良女子大学理学部

中国・四国
- 島根大学総合理工学部 総合理工学科（物質科学科化学分野、2024年度募集停止）
- 広島大学理学部
- 岡山大学理学部
- 山口大学理学部（生物・化学科 化学コース）
- 愛媛大学理学部（理学科 化学コース）
- 高知大学理学部（理学科 化学コース、旧化学生命理工学科）
- 徳島大学総合科学部（総合理数学科 物質総合コース化学分野）

九州
- 九州大学理学部
- 熊本大学理学部（理学科化学プログラム）
- 鹿児島大学理学部（生命化学科 分子機能化学講座）
- 琉球大学理学部（海洋自然科学科 化学系）

### 公立
- 東京都立大学理学部
- 大阪公立大学理学部

### 私立
東日本
- 城西大学理学部（化学・生命科学科）
- 上智大学理工学部（物質生命理工学科）
- 青山学院大学理工学部（化学・生命科学科）
- 学習院大学理学部
- 北里大学理学部
- 慶應義塾大学理工学部
- 東海大学理学部
- 東邦大学理学部
- 東京電機大学理工学部（理工学科 化学コース）
- 東京理科大学（理学部 化学科・応用化学科）
- 日本大学文理学部
- 明星大学理工学部（総合理工学科 化学・生命科学コース）
- 立教大学理学部
- 早稲田大学先進理工学部（化学・生命化学科）
- 神奈川大学理学部（理学科 化学コース）
- 静岡理工科大学理工学部（物質生命科学科）

西日本
- 関西学院大学理工学部
- 近畿大学理工学部（理学科化学コース）
- 岡山理科大学理学部
- 福岡大学理学部

## 化学科を持つアメリカの大学
- アーカンソー大学
- アイオワ州立大学
- アリゾナ州立大学
- アリゾナ大学
- イェール大学
- ウィノナ州立大学
- エマーソン大学
- オベリン大学
- グアム大学
- ケンタッキー大学
- ハーバード大学
- マサチューセッツ工科大学

## 化学科を持つ日本・アメリカ以外の大学
- 高麗大学校
- モスクワ大学
- ガーナ大学
- ガジャ・マダ大学